# Стани (Любуське воєводство)
Стани (пол. Stany, нім. Aufhalt) — село в Польщі, у гміні Нова Суль Новосольського повіту Любуського воєводства.
Населення — 290 осіб (2011).
У 1975-1998 роках село належало до Зеленогурського воєводства.

## Демографія
Демографічна структура станом на 31 березня 2011 року:
|          | Загалом | Допрацездатний вік | Працездатний вік | Постпрацездатний вік |
| -------- | ------- | ------------------ | ---------------- | -------------------- |
| Чоловіки | 138     | 25                 | 99               | 14                   |
| Жінки    | 152     | 36                 | 85               | 31                   |
| Разом    | 290     | 61                 | 184              | 45                   |